# Surrey Wilfrid Laurance Jacobs
Surrey Wilfrid Laurance Jacobs (1946-2009) was een Australisch botanicus.
Hij ontwikkelde zijn wetenschappelijke activiteiten in het herbarium van de Royal Botanic Gardens in Sydney. Zijn belangrijkste onderzoek betreft de systematiek van grassen en waterplanten: Nymphaea, Vallisneria en Aponogeton en de ecologie van wetlands.
- Bibsys: 3041147
- Author citation (botany): S.W.L.Jacobs
- CiNii: DA13371286
- International Standard Name Identifier: 0000 0000 6344 1429
- Library of Congress Control Number: n83033727
- Nationale Bibliotheek van Israël: 987007444719905171
- Nederlandse Thesaurus van Auteursnamen: 069910111
- Réseau des bibliothèques de Suisse occidentale: 02-A003416254
- Museum of New Zealand Te Papa Tongarewa: 50765
- Trove: 1514001
- Virtual International Authority File: 1379991
- WorldCat: E39PBJvRQt4jdRyxghBr7qbmVC